# Antrocephalus nigricorpus
Antrocephalus nigricorpus är en stekelart som först beskrevs av Girault 1914.  Antrocephalus nigricorpus ingår i släktet Antrocephalus och familjen bredlårsteklar. Inga underarter finns listade i Catalogue of Life.